# Oberasbach
Oberasbach est une ville de Bavière (Allemagne), située dans l'arrondissement de Fürth, dans le district de Moyenne-Franconie.